# 駅前 (稲沢市)
駅前（えきまえ）は、愛知県稲沢市の地名。

## 地理
稲沢市東部に位置する。東は下津町、南は菱町、北は長野に接する。

## 歴史

### 人口の変遷
国勢調査による人口および世帯数の推移。
| 1995年（平成7年）  | 1787世帯 5055人 |  |
| 2000年（平成12年） | 1762世帯 4734人 |  |
| 2005年（平成17年） | 1976世帯 4931人 |  |
| 2010年（平成22年） | 1642世帯 4183人 |  |
| 2015年（平成27年） | 1868世帯 4545人 |  |
| 2020年（令和2年）  | 1878世帯 4485人 |  |

### 沿革
稲沢市小池正明寺町・下津町・長野町の各一部および下津細廻町の全域により、1980年（昭和55年）に同市駅前3丁目が、1984年（昭和59年）に駅前1丁目から駅前4丁目がそれぞれ成立する。

## 交通
- JR東海道本線稲沢駅[1]
- 愛知県道春日井稲沢線[1]
- 市道井之口線[1]
- 都市計画道路稲沢甚目寺線[1]

## 施設

### 1丁目
- 駅前交番[1]
- 神明社[1]
- 一宮信用組合稲沢支店[1]
- 坪井歯科医院[1]

### 2丁目
- 稲沢駅前郵便局[1]
- 稲沢市農協駅前支所[1]
- 神谷医院[1]
- 野村整形外科[1]
- 谷小児科医院[1]
- 石田公園[1]
- 神明社[1]
- 稲沢福音教会東伝道所[1]
- 野村歯科[1]

### 3丁目
- 駅前公園[1]
- 和光保育園[1]
- ヨコタ産婦人科[1]
- 山本歯科[1]
- JR小池アパート[1]

### 4丁目
- JR下津アパート[1]
- JR稲沢寮[1]

### WEB
1. ↑  “愛知県稲沢市の町丁・字一覧”.   人口統計ラボ. 2023年5月5日閲覧。
2. 1 2  総務省統計局 (2022年2月10日). “令和2年国勢調査の調査結果(e-Stat) - 男女別人口，外国人人口及び世帯数－町丁・字等” (CSV). 2023年8月2日閲覧。
3. ↑  “愛知県稲沢市の郵便番号一覧”.   日本郵便. 2023年11月11日閲覧。
4. ↑  “市外局番の一覧” (PDF).   総務省 (2022年3月1日). 2022年3月22日閲覧。
5. ↑  総務省統計局 (2014年3月28日). “平成7年国勢調査の調査結果(e-Stat) - 男女別人口及び世帯数 －町丁・字等” (CSV). 2021年7月20日閲覧。
6. ↑  総務省統計局 (2014年5月30日). “平成12年国勢調査の調査結果(e-Stat) - 男女別人口及び世帯数 －町丁・字等” (CSV). 2021年7月20日閲覧。
7. ↑  総務省統計局 (2014年6月27日). “平成17年国勢調査の調査結果(e-Stat) - 男女別人口及び世帯数 －町丁・字等” (CSV). 2021年7月21日閲覧。
8. ↑  総務省統計局 (2012年1月20日). “平成22年国勢調査の調査結果(e-Stat) - 男女別人口及び世帯数 －町丁・字等” (CSV). 2021年7月21日閲覧。
9. ↑  総務省統計局 (2017年1月27日). “平成27年国勢調査の調査結果(e-Stat) - 男女別人口及び世帯数 －町丁・字等” (CSV). 2021年7月21日閲覧。

### 書籍
1. 1 2 3 4 5 6 7 8 9 10 11 12 13 14 15 16 17 18 19 20 21 22 23 24 25 26  「角川日本地名大辞典」編纂委員会 1989, p. 1591.
2. ↑  「角川日本地名大辞典」編纂委員会 1989, p. 242.